# فرودگاه بین‌المللی ساویر
فرودگاه بین‌المللی ساویر (به انگلیسی: Sawyer International Airport) یک فرودگاه همگانی مسافربری با کد یاتا MQT است که یک باند فرود آسفالت و بتن دارد و طول باند آن ۳۷۷۰ متر است. این فرودگاه در کشور ایالات متحده آمریکا قرار دارد و در ارتفاع ۳۷۲ متری از سطح دریا واقع شده است.

## شرکت‌های هواپیمایی و مقصدهای پروازی
The following airlines offer scheduled passenger service at this airport:
| شرکت‌های هواپیمایی | مقصدهای پروازی                                    |
| ----------------- | ------------------------------------------------- |
| امریکن ایگل       | اوهر شیکاگو                                       |
| دلتا کانکشن       | متروپولیتن شهرستان وین دیترویت، مینیاپولیس−سنت پل |